# فرزاد باهر ارسباران
فرزاد باهر ارسباران (متولد ۳ آذر ۱۳۷۲ در تبریز) شمشیرباز اسلحه سابر ایرانی می‌باشد.